# Llista de topònims de Vallbona de les Monges
Llista de topònims (noms propis de lloc) del municipi de Vallbona de les Monges, a l'Urgell
Informació actualitzada per un bot. Els canvis manuals es perdran quan s'actualitzi!

## cabana
| imatge | Nom                   | Ubicat a               | instància de | Detalls                     | coordenades                                                                  | Protecció                   | Commons (més fotos)   | Dades a WD                    |
| ------ | --------------------- | ---------------------- | ------------ | --------------------------- | ---------------------------------------------------------------------------- | --------------------------- | --------------------- | ----------------------------- |
|        | cabana del Benet      | Vallbona de les Monges | cabana       |                             | 41° 30′ 46″ N, 1° 06′ 57″ E / 41.5128735936944°N,1.1159665768359°E           |                             |                       | Modifica les dades a Wikidata |
|        | era de Joan Jové      | Vallbona de les Monges | cabana       |                             | 41° 31′ 24″ N, 1° 05′ 36″ E / 41.5233717031503°N,1.09333412825436°E          |                             |                       | Modifica les dades a Wikidata |
|        | era del Benet         | Vallbona de les Monges | cabana       |                             | 41° 31′ 24″ N, 1° 05′ 45″ E / 41.5233387979386°N,1.09569611578643°E          |                             |                       | Modifica les dades a Wikidata |
|        | era del Torremadé     | Vallbona de les Monges | cabana       |                             | 41° 31′ 23″ N, 1° 05′ 40″ E / 41.5231670991165°N,1.09457457583954°E          |                             |                       | Modifica les dades a Wikidata |
|        | la Masia              | Vallbona de les Monges | cabana       | Estat: ruïnós               | 41° 30′ 54″ N, 1° 06′ 53″ E / 41.5150404002669°N,1.11463348599143°E 557 msnm |                             |                       | Modifica les dades a Wikidata |
|        | pallissa de Cal Xifré | Vallbona de les Monges | cabana       | Estil: arquitectura popular | 41° 31′ 31″ N, 1° 05′ 35″ E / 41.525159°N,1.093082°E                         | bé cultural d'interès local | Pallissa de Cal Xifré | Modifica les dades a Wikidata |
|        | pallissa del Mario    | Vallbona de les Monges | cabana       |                             | 41° 29′ 17″ N, 1° 07′ 54″ E / 41.4879905861103°N,1.13160096601471°E          |                             |                       | Modifica les dades a Wikidata |
|        | pallissa del Pubillet | Vallbona de les Monges | cabana       |                             | 41° 28′ 58″ N, 1° 08′ 24″ E / 41.4827054732771°N,1.14005318907696°E          |                             |                       | Modifica les dades a Wikidata |
|        | pallissa del Siscard  | Vallbona de les Monges | cabana       |                             | 41° 29′ 33″ N, 1° 08′ 05″ E / 41.492393477624°N,1.1348553272651°E            |                             |                       | Modifica les dades a Wikidata |

## cabana de volta
| imatge | Nom                             | Ubicat a               | instància de    | Detalls                     | coordenades                                                   | Protecció                                  | Commons (més fotos) | Dades a WD                    |
| ------ | ------------------------------- | ---------------------- | --------------- | --------------------------- | ------------------------------------------------------------- | ------------------------------------------ | ------------------- | ----------------------------- |
|        | cabana de volta 2               | Vallbona de les Monges | cabana de volta | Estil: arquitectura popular | 41° 30′ 34″ N, 1° 05′ 26″ E / 41.509478°N,1.090489°E 590 msnm | bé integrant del patrimoni cultural català |                     | Modifica les dades a Wikidata |
|        | cabana de volta de ca l'Escurçó | Vallbona de les Monges | cabana de volta | Estil: arquitectura popular | 41° 30′ 38″ N, 1° 05′ 28″ E / 41.510495°N,1.091093°E          | bé integrant del patrimoni cultural català |                     | Modifica les dades a Wikidata |

## casa
| imatge | Nom               | Ubicat a               | instància de | Detalls                                  | coordenades                                                                                               | Protecció                                  | Commons (més fotos) | Dades a WD                    |
| ------ | ----------------- | ---------------------- | ------------ | ---------------------------------------- | --- | ------------------------------------------ | ------------------- | ----------------------------- |
|        | Casa del Portaler | Vallbona de les Monges | casa         |                                          | 41° 30′ 26″ N, 1° 08′ 52″ E / 41.5071868547206°N,1.14790757777117°E ca:Pl. Sant Llorenç, 4                |                                            |                     | Modifica les dades a Wikidata |
|        | cal Berguedà      | Vallbona de les Monges | casa         | Estil: arquitectura popular 16th century | 41° 31′ 29″ N, 1° 05′ 16″ E / 41.524644°N,1.087911°E ca:Carrer Major, 36, Vallbona de les Monges 476 msnm | bé integrant del patrimoni cultural català | Cal Berguedà        | Modifica les dades a Wikidata |

## castell
| imatge | Nom                   | Ubicat a               | instància de | Detalls | coordenades                                                   | Protecció                                            | Commons (més fotos)                            | Dades a WD                    |
| ------ | --------------------- | ---------------------- | ------------ | ------- | ------------------------------------------------------------- | ---------------------------------------------------- | ---------------------------------------------- | ----------------------------- |
|        | Castell de Montesquiu | Vallbona de les Monges | castell      |         | 41° 30′ 20″ N, 1° 07′ 09″ E / 41.505573°N,1.119256°E 623 msnm | bé d'interès cultural bé cultural d'interès nacional | Castell de Montesquiu (Vallbona de les Monges) | Modifica les dades a Wikidata |
|        | Castell de Rocallaura | Rocallaura             | castell      |         | 41° 30′ 26″ N, 1° 08′ 54″ E / 41.507202°N,1.148312°E 650 msnm | bé d'interès cultural bé cultural d'interès nacional |                                                | Modifica les dades a Wikidata |

## edifici
| imatge | Nom                          | Ubicat a               | instància de | Detalls                                    | coordenades | Protecció                                  | Commons (més fotos)               | Dades a WD                    |
| ------ | ---------------------------- | ---------------------- | ------------ | ------------------------------------------ | --- | ------------------------------------------ | --------------------------------- | ----------------------------- |
|        | Arcades                      | Vallbona de les Monges | edifici      | Estil: arquitectura gòtica                 | 41° 31′ 29″ N, 1° 05′ 17″ E / 41.5248°N,1.088041°E                                                                                    | bé integrant del patrimoni cultural català | Arcades de Vallbona de les Monges | Modifica les dades a Wikidata |
|        | Balneari Aigua de Rocallaura | Vallbona de les Monges | edifici      | Estil: arquitectura eclèctica              | 41° 30′ 27″ N, 1° 08′ 31″ E / 41.507616°N,1.142047°E                                                                                  | bé integrant del patrimoni cultural català | Balneari Aigua de Rocallaura      | Modifica les dades a Wikidata |
|        | Balneari Hotel Rocallaura    | Vallbona de les Monges | edifici      | Estil: arquitectura eclèctica 20th century | 41° 30′ 30″ N, 1° 08′ 12″ E / 41.5084°N,1.13671°E ca:Rocallaura, front riera de Maldanell, a 400 metres primitiu establiment 578 msnm | bé integrant del patrimoni cultural català | Balneari Hotel Rocallaura         | Modifica les dades a Wikidata |
|        | Molí de vinya de Vallbona    | Vallbona de les Monges | edifici      | Estil: arquitectura popular                | 41° 31′ 29″ N, 1° 05′ 17″ E / 41.52469°N,1.087961°E                                                                                   | bé integrant del patrimoni cultural català | Molí de vinya de Vallbona         | Modifica les dades a Wikidata |

## entitat singular de població
| imatge | Nom                    | Ubicat a               | instància de                                                    | Detalls                    | coordenades                                                                                 | Protecció | Commons (més fotos) | Dades a WD                    |
| ------ | ---------------------- | ---------------------- | --------------------------------------------------------------- | -------------------------- | ------------------------------------------------------------------------------------------- | --------- | ------------------- | ----------------------------- |
|        | Montblanquet           | Vallbona de les Monges | entitat singular de població                                    | 8 hab                      | 41° 29′ 38″ N, 1° 06′ 52″ E / 41.49381944°N,1.11439167°E ca:Crtra. LV-2338, km 3,5 633 msnm |           | Montblanquet        | Modifica les dades a Wikidata |
|        | Rocallaura             | Vallbona de les Monges | entitat singular de població entitat municipal descentralitzada | 67 hab Superfície: 10.8km² | 41° 30′ N, 1° 09′ E / 41.5°N,1.15°E 649 msnm                                                |           | Rocallaura          | Modifica les dades a Wikidata |
|        | Vallbona de les Monges | Vallbona de les Monges | entitat singular de població capital municipal                  | 146 hab                    | 41° 31′ 31″ N, 1° 05′ 21″ E / 41.5252865°N,1.08906662°E 485 msnm                            |           |                     | Modifica les dades a Wikidata |

## església
| imatge | Nom                                            | Ubicat a               | instància de      | Detalls                                      | coordenades | Protecció                                            | Commons (més fotos)                            | Dades a WD                    |
| ------ | ---------------------------------------------- | ---------------------- | ----------------- | -------------------------------------------- | --- | ---------------------------------------------------- | ---------------------------------------------- | ----------------------------- |
|        | Sant Andreu de Montblanquet                    | Montblanquet           | església          | Estil: arquitectura gòtica 13rd century      | 41° 29′ 38″ N, 1° 06′ 50″ E / 41.493863°N,1.113827°E ca:Pl. de l'Església 636 msnm                                        | bé integrant del patrimoni cultural català           | Sant Andreu de Montblanquet                    | Modifica les dades a Wikidata |
|        | Sant Llorenç de Rocallaura                     | Vallbona de les Monges | església          |                                              | 41° 30′ 26″ N, 1° 08′ 54″ E / 41.507127°N,1.14837°E                                                                       | bé integrant del patrimoni cultural català           | Sant Llorenç de Rocallaura                     | Modifica les dades a Wikidata |
|        | Santa Llúcia                                   | Vallbona de les Monges | església ermita   | Estat: ruïnós                                | 41° 31′ 17″ N, 1° 05′ 46″ E / 41.52131°N,1.096145°E 500 msnm                                                              |                                                      |                                                | Modifica les dades a Wikidata |
|        | Santa Maria de Vallbona de les Monges          | Vallbona de les Monges | església monestir | Estil: gòtic català 1055                     | 41° 31′ 29″ N, 1° 05′ 18″ E / 41.52460556°N,1.08828889°E                                                                  | bé d'interès cultural bé cultural d'interès nacional | Monestir de Santa Maria de Vallbona            | Modifica les dades a Wikidata |
|        | església parroquial de Santa Maria de Vallbona | Vallbona de les Monges | església          | Estil: arquitectura neoclàssica 18th century | 41° 31′ 31″ N, 1° 05′ 20″ E / 41.5252194444°N,1.08892777778°E ca:Carrer de l'Església, Vallbona de les Monges 478 msnm    | bé integrant del patrimoni cultural català           | Església parroquial de Santa Maria de Vallbona | Modifica les dades a Wikidata |
|        | santuari del Tallat                            | Vallbona de les Monges | església          | Estil: gòtic flamíger                        | 41° 28′ 55″ N, 1° 08′ 15″ E / 41.48194444°N,1.1375°E ca:Crtra. del Tallat, accés des de la crtra. LP-2335, km 15 787 msnm | bé integrant del patrimoni cultural català           | Santuari del Tallat                            | Modifica les dades a Wikidata |

## font
| imatge | Nom                                  | Ubicat a               | instància de | Detalls                         | coordenades                                                                                | Protecció                                  | Commons (més fotos)                  | Dades a WD                    |
| ------ | ------------------------------------ | ---------------------- | ------------ | ------------------------------- | ------------------------------------------------------------------------------------------ | ------------------------------------------ | ------------------------------------ | ----------------------------- |
|        | Sarcòfag gòtic de la Font de la Pica | Vallbona de les Monges | font         |                                 | 41° 31′ 26″ N, 1° 05′ 03″ E / 41.523865°N,1.084192°E                                       | bé cultural d'interès local                | Sarcòfag gòtic de la Font de la Pica | Modifica les dades a Wikidata |
|        | font de la Mare de Déu del Tallat    | Vallbona de les Monges | font         |                                 | 41° 29′ 03″ N, 1° 07′ 58″ E / 41.484252274294°N,1.1326933745564°E                          |                                            |                                      | Modifica les dades a Wikidata |
|        | font de la Plaça del Monestir        | Vallbona de les Monges | font         | Estil: arquitectura neoclàssica | 41° 31′ 30″ N, 1° 05′ 20″ E / 41.524915°N,1.088761°E Santa Maria de Vallbona de les Monges | bé integrant del patrimoni cultural català | Font de la Plaça del Monestir        | Modifica les dades a Wikidata |

## masia
| imatge | Nom                    | Ubicat a               | instància de | Detalls | coordenades                                                         | Protecció | Commons (més fotos) | Dades a WD                    |
| ------ | ---------------------- | ---------------------- | ------------ | ------- | ------------------------------------------------------------------- | --------- | ------------------- | ----------------------------- |
|        | Ca l'Albereda          | Vallbona de les Monges | masia        |         | 41° 31′ 40″ N, 1° 05′ 18″ E / 41.5276410862501°N,1.08846241522576°E |           |                     | Modifica les dades a Wikidata |
|        | Ca l'Antonet           | Vallbona de les Monges | masia        |         | 41° 30′ 29″ N, 1° 08′ 35″ E / 41.508168°N,1.143092°E                |           |                     | Modifica les dades a Wikidata |
|        | Cal Pau                | Vallbona de les Monges | masia        |         | 41° 30′ 30″ N, 1° 08′ 32″ E / 41.508227865533°N,1.14209052999626°E  |           |                     | Modifica les dades a Wikidata |
|        | Cal Valentí            | Vallbona de les Monges | masia        |         | 41° 30′ 14″ N, 1° 09′ 12″ E / 41.5039070912692°N,1.15342861709292°E |           |                     | Modifica les dades a Wikidata |
|        | Hostal del Manta       | Vallbona de les Monges | masia        |         | 41° 29′ 07″ N, 1° 08′ 26″ E / 41.4853901257205°N,1.14064715359401°E |           |                     | Modifica les dades a Wikidata |
|        | Hostal del Tallat      | Vallbona de les Monges | masia        |         | 41° 28′ 54″ N, 1° 08′ 28″ E / 41.481687274513°N,1.1411510157568°E   |           |                     | Modifica les dades a Wikidata |
|        | Manantial del Vilanova | Vallbona de les Monges | masia        |         | 41° 30′ 24″ N, 1° 08′ 11″ E / 41.5067382461235°N,1.13630995011482°E |           |                     | Modifica les dades a Wikidata |
|        | Mas Déu                | Vallbona de les Monges | masia        |         | 41° 30′ 45″ N, 1° 05′ 07″ E / 41.5125288896697°N,1.08528839895739°E |           |                     | Modifica les dades a Wikidata |
|        | Mas Vilanova           | Vallbona de les Monges | masia        |         | 41° 30′ 08″ N, 1° 09′ 07″ E / 41.5021824808872°N,1.15203990575834°E |           |                     | Modifica les dades a Wikidata |
|        | Mas d'en Castro        | Vallbona de les Monges | masia        |         | 41° 30′ 14″ N, 1° 07′ 56″ E / 41.503881930901°N,1.13235417701449°E  |           |                     | Modifica les dades a Wikidata |
|        | Mas del Cantó          | Vallbona de les Monges | masia        |         | 41° 30′ 49″ N, 1° 03′ 59″ E / 41.5136627522461°N,1.06639361158223°E |           |                     | Modifica les dades a Wikidata |
|        | Masia del Targa        | Vallbona de les Monges | masia        |         | 41° 30′ 12″ N, 1° 07′ 53″ E / 41.5032367626802°N,1.13145016945537°E |           |                     | Modifica les dades a Wikidata |
|        | Torre de l'Aiats       | Vallbona de les Monges | masia        |         | 41° 31′ 07″ N, 1° 06′ 13″ E / 41.5187050035703°N,1.10360963993765°E |           |                     | Modifica les dades a Wikidata |
|        | Torre de la Pica       | Vallbona de les Monges | masia        |         | 41° 30′ 23″ N, 1° 07′ 38″ E / 41.5063304396827°N,1.12728739384685°E |           |                     | Modifica les dades a Wikidata |
|        | el Xalet               | Vallbona de les Monges | masia        |         | 41° 30′ 28″ N, 1° 08′ 37″ E / 41.5077668687001°N,1.14366137969051°E |           |                     | Modifica les dades a Wikidata |
|        | l'Olivera              | Vallbona de les Monges | masia        |         | 41° 31′ 25″ N, 1° 05′ 14″ E / 41.5236949247804°N,1.08730819583066°E |           |                     | Modifica les dades a Wikidata |
|        | la Fulla               | Vallbona de les Monges | masia        |         | 41° 30′ 24″ N, 1° 07′ 38″ E / 41.50668078993°N,1.1272561729034°E    |           |                     | Modifica les dades a Wikidata |
|        | la Masó                | Vallbona de les Monges | masia        |         | 41° 29′ 02″ N, 1° 06′ 31″ E / 41.483860931436°N,1.1087496141001°E   |           |                     | Modifica les dades a Wikidata |

## molí d'aigua
| imatge | Nom                    | Ubicat a               | instància de | Detalls                     | coordenades                                          | Protecció                                  | Commons (més fotos)    | Dades a WD                    |
| ------ | ---------------------- | ---------------------- | ------------ | --------------------------- | ---------------------------------------------------- | ------------------------------------------ | ---------------------- | ----------------------------- |
|        | El Molinot de Vallbona | Vallbona de les Monges | molí d'aigua | Estil: arquitectura popular | 41° 31′ 35″ N, 1° 05′ 01″ E / 41.526282°N,1.083561°E | bé integrant del patrimoni cultural català | El Molinot de Vallbona | Modifica les dades a Wikidata |
|        | Molí de la Closa       | Vallbona de les Monges | molí d'aigua | Estil: arquitectura popular |                                                      | bé integrant del patrimoni cultural català |                        | Modifica les dades a Wikidata |
|        | Molí del Portal        | Vallbona de les Monges | molí d'aigua | Estil: arquitectura popular |                                                      | bé integrant del patrimoni cultural català |                        | Modifica les dades a Wikidata |
|        | Molí del Pou           | Vallbona de les Monges | molí d'aigua |                             |                                                      | bé integrant del patrimoni cultural català |                        | Modifica les dades a Wikidata |

## muntanya
| imatge | Nom                                  | Ubicat a                                     | instància de | Detalls | coordenades                                                            | Protecció | Commons (més fotos)     | Dades a WD                    |
| ------ | ------------------------------------ | -------------------------------------------- | ------------ | ------- | ---------------------------------------------------------------------- | --------- | ----------------------- | ----------------------------- |
|        | Cobertran                            | Vallbona de les Monges Senan                 | muntanya     |         | 41° 28′ 19″ N, 1° 06′ 23″ E / 41.472°N,1.10647°E                       |           |                         | Modifica les dades a Wikidata |
|        | Punta de Sant Miquel                 | Vallbona de les Monges                       | muntanya     |         | 41° 31′ 16″ N, 1° 05′ 09″ E / 41.5212°N,1.08585°E                      |           |                         | Modifica les dades a Wikidata |
|        | Punta del Xifrer                     | Vallbona de les Monges Sant Martí de Riucorb | muntanya     |         | 41° 31′ 40″ N, 1° 04′ 32″ E / 41.52790833°N,1.075475°E                 |           |                         | Modifica les dades a Wikidata |
|        | Roques d'en Ponç                     | Passanant i Belltall Vallbona de les Monges  | muntanya     |         | 41° 29′ 28″ N, 1° 10′ 42″ E / 41.491069°N,1.178205°E                   |           |                         | Modifica les dades a Wikidata |
|        | Roques del Cementiri                 | Vallbona de les Monges                       | muntanya     |         | 41° 31′ 55″ N, 1° 05′ 18″ E / 41.532025°N,1.08831389°E 542 msnm        |           |                         | Modifica les dades a Wikidata |
|        | Tossal Gros (Vallbona de les Monges) | Vallbona de les Monges Blancafort            | muntanya     |         | 41° 28′ 43″ N, 1° 07′ 42″ E / 41.4785°N,1.1284°E                       |           |                         | Modifica les dades a Wikidata |
|        | Tossal Gros de Vallbona              | l'Espluga de Francolí Vallbona de les Monges | muntanya     |         | 41° 28′ 08″ N, 1° 06′ 46″ E / 41.4688603287°N,1.11287099172°E 803 msnm |           | Tossal Gros de Vallbona | Modifica les dades a Wikidata |
|        | el Mas                               | Vallbona de les Monges                       | muntanya     |         | 41° 29′ 57″ N, 1° 10′ 08″ E / 41.4993°N,1.16893°E                      |           |                         | Modifica les dades a Wikidata |

## pont
| imatge | Nom                | Ubicat a               | instància de | Detalls | coordenades                                                         | Protecció | Commons (més fotos) | Dades a WD                    |
| ------ | ------------------ | ---------------------- | ------------ | ------- | ------------------------------------------------------------------- | --------- | ------------------- | ----------------------------- |
|        | Pont de Vallbona   | Vallbona de les Monges | pont         |         | 41° 31′ 31″ N, 1° 05′ 13″ E / 41.5254023883641°N,1.08707811471911°E |           |                     | Modifica les dades a Wikidata |
|        | Pont del Manantial | Vallbona de les Monges | pont         |         | 41° 30′ 28″ N, 1° 08′ 09″ E / 41.5076393606685°N,1.13578085502046°E |           |                     | Modifica les dades a Wikidata |

## serralada
| imatge | Nom                               | Ubicat a               | instància de | Detalls | coordenades                                                         | Protecció | Commons (més fotos) | Dades a WD                    |
| ------ | --------------------------------- | ---------------------- | ------------ | ------- | ------------------------------------------------------------------- | --------- | ------------------- | ----------------------------- |
|        | La Serra (Vallbona de les Monges) | Vallbona de les Monges | serralada    |         | 41° 29′ 57″ N, 1° 10′ 08″ E / 41.49928333°N,1.16892944°E 765.1 msnm |           |                     | Modifica les dades a Wikidata |
|        | serra de les Monges               | Vallbona de les Monges | serralada    |         | 41° 30′ 49″ N, 1° 06′ 03″ E / 41.5137°N,1.10075°E 640.8 msnm        |           |                     | Modifica les dades a Wikidata |
|        | serra del Manantial               | Vallbona de les Monges | serralada    |         | 41° 30′ 06″ N, 1° 08′ 24″ E / 41.50172167°N,1.13995556°E 707 msnm   |           |                     | Modifica les dades a Wikidata |
|        | serra del Socarrat                | Vallbona de les Monges | serralada    |         | 41° 29′ 32″ N, 1° 09′ 11″ E / 41.49217778°N,1.15299167°E 743.6 msnm |           |                     | Modifica les dades a Wikidata |
|        | serra dels Planots                | Vallbona de les Monges | serralada    |         | 41° 30′ 42″ N, 1° 06′ 41″ E / 41.5116°N,1.11147°E 632.7 msnm        |           |                     | Modifica les dades a Wikidata |

## Misc
| imatge | Nom                                         | Ubicat a                                                                | instància de      | Detalls                                 | coordenades                                                                                                   | Protecció                                  | Commons (més fotos)                         | Dades a WD                    |
| ------ | ------------------------------------------- | ----------------------------------------------------------------------- | ----------------- | --------------------------------------- | --- | ------------------------------------------ | ------------------------------------------- | ----------------------------- |
|        | Comes de Vallbona                           | els Omells de na Gaia Vallbona de les Monges                            | indret            |                                         | 41° 30′ 26″ N, 1° 05′ 28″ E / 41.50722222°N,1.09123611°E 600 msnm                                             |                                            |                                             | Modifica les dades a Wikidata |
|        | Esteles funeràries al cementiri de Vallbona | Vallbona de les Monges                                                  | Estela discoïdal  | Estil: arquitectura romànica            | 41° 31′ 38″ N, 1° 05′ 07″ E / 41.527212°N,1.085314°E                                                          | bé integrant del patrimoni cultural català | Esteles funeràries al cementiri de Vallbona | Modifica les dades a Wikidata |
|        | Portal de l'Abadia                          | Vallbona de les Monges                                                  | passatge          |                                         | 41° 30′ 26″ N, 1° 08′ 55″ E / 41.5071269847842°N,1.14866414621407°E                                           |                                            |                                             | Modifica les dades a Wikidata |
|        | Pou de la neu de Vallbona                   | Vallbona de les Monges                                                  | pou de neu        | Estil: arquitectura romànica            | 41° 31′ 30″ N, 1° 05′ 18″ E / 41.524972°N,1.088397°E                                                          | bé integrant del patrimoni cultural català | Pou de la neu de Vallbona                   | Modifica les dades a Wikidata |
|        | Segarra                                     | Vallbona de les Monges                                                  | vèrtex geodèsic   | Alt: 1.2m                               | 41° 28′ 08″ N, 1° 06′ 47″ E / 41.46877°N,1.112975°E 804.102 msnm                                              |                                            |                                             | Modifica les dades a Wikidata |
|        | Sepulcre de Violant d'Hongria               | Vallbona de les Monges                                                  | sepulcre          | Dedicat a: Violant d'Hongria            | Santa Maria de Vallbona de les Monges                                                                         |                                            | Tomb of Violant of Hungary                  | Modifica les dades a Wikidata |
|        | casa consistorial de Vallbona de les Monges | Vallbona de les Monges                                                  | casa consistorial |                                         | 41° 31′ 30″ N, 1° 05′ 17″ E / 41.5250533°N,1.0880624°E                                                        |                                            | Town hall of Vallbona de les Monges         | Modifica les dades a Wikidata |
|        | creu de terme de Vallbona de les Monges     | Vallbona de les Monges                                                  | creu de terme     | Estil: arquitectura barroca             | 41° 31′ 38″ N, 1° 05′ 09″ E / 41.527186°N,1.085773°E                                                          | bé integrant del patrimoni cultural català | Creu de terme de Vallbona de les Monges     | Modifica les dades a Wikidata |
|        | muralla de Vallbona de les Monges           | Vallbona de les Monges                                                  | muralla urbana    | Estil: arquitectura gòtica 13rd century | 41° 31′ 29″ N, 1° 05′ 16″ E / 41.524678°N,1.087756°E ca:Carrer de la Muralla, Vallbona de les Monges 471 msnm | bé integrant del patrimoni cultural català | Muralla de Vallbona de les Monges           | Modifica les dades a Wikidata |
|        | parc eòlic Serra del Tallat                 | Passanant i Belltall Vallbona de les Monges                             | parc eòlic        |                                         | 41° 30′ 12″ N, 1° 08′ 12″ E / 41.50343333°N,1.13673889°E serra del Tallat                                     |                                            | Wind farm on Serra del Tallat               | Modifica les dades a Wikidata |
|        | riera de Maldanell                          | Passanant i Belltall Vallbona de les Monges Sant Martí de Riucorb Maldà | curs d'aigua      | Desemboca: riu Corb Llarg: 13km         | 41° 29′ 45″ N, 1° 10′ 36″ E / 41.49584°N,1.176776°E 41° 33′ 18″ N, 1° 01′ 53″ E / 41.554913°N,1.031324°E      |                                            |                                             | Modifica les dades a Wikidata |